# ミスター・ベースボール
『ミスター・ベースボール（Mr. Baseball）』は、1992年のコメディ映画。監督はフレッド・スケピシ、出演はトム・セレックと高倉健など。日本（愛知県名古屋市）を舞台に、日本プロ野球（NPB）でプレーする助っ人外国人選手を題材とした作品であり、日本でプレーすることが決まった選手が日本プロ野球の教科書代わりにしばしば鑑賞することで知られている。

## ストーリー
ジャック・エリオットは、メジャーリーグベースボール (MLB) の名門チームであるニューヨーク・ヤンキースの強打者として、ワールドシリーズMVPを獲得した経験も持つスター選手。だが、ここ最近は目立った成績を残せず、スピード違反に加えて「試合後に複数の娼婦を同伴した」ことが明るみに出たことでCMの降板が決まるなど、選手としてのイメージも低下する一方。ルーキーのリッキー・デイビスとのポジション争いにも敗れ、チーム側からトレードの通告を出されてしまう。この時、唯一オファーを出したのはMLBの他球団ではなく、NPBの球団・中日ドラゴンズであった。
MLBへの未練を抱えたまま来日したジャックは日本文化・日本の野球にしばらく馴染めず、プライドが高く気の荒い性格も影響し、チームメイトや通訳の西村洋次、監督の内山らと衝突を繰り返す。一方、西村がジャックの発言を故意に紳士的な解釈で訳したこともあり、マスコミはジャックを「ミスター・ベースボール」と称えるものの、入団当初は良かった成績もシュートが苦手という弱点が露呈すると振るわなくなり、鬱憤の溜まったジャックはチームメイトのマックス・デュボアの忠告も聞かず、試合中に乱闘を起こして出場停止処分を受けてしまう。
それを見た内山の娘・ヒロ子は、ジャックを自身の実家に連れて行く行動を取る。ここで素麺をすする音に抵抗したり、箸をご飯に立てて叱られるが、ジャックの獲得を指示したのは球団幹部ではなく、「粗雑ではあるが最盛期は終わっていない」という判断をした自身であることを明かした内山のほか、ヒロ子や西村やチームメイトなど周りの人物達によって少しずつチームに馴染んでゆき、お互いを理解するようになる。
改心後は3割を超える打率を残す活躍を見せ、ロサンゼルス・ドジャースが獲得の動きを見せる。そのスカウトの前でのジャイアンツとの決戦では、リーグ優勝と内山が現役時代に残した7試合連続本塁打の記録更新が掛かる中、巨人は「ガイジン」に記録を取らせまいと敬遠の連続。だが1点ビハインドの9回裏、2死満塁と敬遠は出来ない大チャンスでとうとうジャックに打席が回る。自身の持つ記録が破られる可能性のある場面だったが内山は「強打」のサインを出した。しかし、ジャックがとった選択は個人記録よりもチームの勝利を優先したスクイズバントだった。三塁走者が生還、ジャックが自身をアウトにするべくタッチにいった投手をボールごと吹き飛ばし、この間に二塁走者も還るサヨナラ2ランスクイズとなり、ジャックは見事リーグ優勝の立役者となったのだった。
内山は監督として続投が決まり、マックスはMLBに復帰。その後、ヒロ子の姿はデトロイト・タイガースの春季キャンプのスタンドにあり、視線の先には同チームのコーチとなった自身の夫ジャックが、後輩に日本で得た経験を交えたアドバイスを伝授する姿があった。

## キャスト
ジャック・エリオット - トム・セレック
主人公。ポジションは一塁手。右投左打。ヤンキースでは背番号48を着けていたが中日では54に変更された。これは「中日がジャックに期待するシーズン本塁打数」という意味合いが込められたものでもある。登録名は「エリオット」。打順は主に3番。
「野球は楽しんでやるもの」がモットー。よく若手選手の靴にライターで火をつける悪戯を仕掛けている。
なお、作中での応援歌は実際に中日に所属したゲーリー・レーシッチやアロンゾ・パウエルらと同じもの（狙いうち）が流用された。
右膝に故障を抱えており、自分の部屋ではアイシングを施している場面が度々見られる。
内山 - 高倉健
中日の監督。背番号は83。現役時代は野手を務め、新人王、4度のMVP、7試合連続本塁打という記録も保持している。
選手に「根性論」に基づく非科学的で過酷なトレーニングを課し、徹底的な管理野球も推しているほか、読売ジャイアンツには相当な対抗意識を持つ。練習中にジャックのスイングを一目見ただけでフォームの欠陥（シュートに対する弱点）を見抜き、その上で「最盛期はまだ終わっていない」と評価するなど、類まれな分析能力を備えるが、近年の監督成績は不振を極めており、球団首脳陣からは「今年で結果を残せなければ契約を打ち切る」と通告されている。
ジャックとは当初通訳の西村を通じて会話をしていたが、実は英語を話すことができる。日本の文化と内山自身が提唱する管理野球に馴染めないジャックとは何度も対立を繰り返したが「もっと選手を伸び伸びとプレイさせるべき」というジャックからの意見を受けそのスタイルを改め、選手たちの自主性を重んじ喜怒哀楽を全面に押し出したチームに変貌させた。モデルとなった人物は星野仙一と広岡達朗。
内山ヒロ子 - 高梨亜矢
内山の娘。職業はデザイナー。来日して間もないジャックとナゴヤ球場で出会い、公私にわたって世話を焼く。チーム関係者が気付いていなかったジャックの膝の古傷を真っ先に見抜いている。
パーソンズ美術大学に留学した経験から、ジャックが頻発する野卑なスラング表現にも動じない。ジャックとはすぐに恋愛関係になったが、実家に招くまでは内山の娘ということを隠していた。
マックス・デュボア - デニス・ヘイスバート
中日の助っ人外国人選手で、ジャックの“先輩”にあたる。愛称は「ハマー」（由来は本人も知らない）。背番号は40。登録名は「デュボア」。ポジションは右翼手。打順は主に4番。
中日には5年という長期に渡り在籍しているが、ジャックに対しては現在もMLBへの復帰願望があることを明かしている。ジャックとは対照的に温厚な性格で、日本の文化や、いわゆる「ガイジン」として扱われる環境にも馴染んでいる。
最終的に、優勝決定試合での活躍が評価され、ドジャースと契約を結ぶこととなり、念願のMLB復帰を果たす。
西村洋次 - 塩屋俊
中日の球団付き通訳で、ジャックの担当となる。
ジャックの発言を直訳して不自然な日本語に置き換えたり、あるいは侮蔑的な表現を誠実な意味に脚色することもある。気弱な性格からジャックに何度となく怒鳴られていたが、後に厚い信頼が生まれる。
中村 - 穂積隆信
中日の球団社長。
当初はチームの成績不振が続いていたこともあり、内山に対して「シーズンの結果次第で監督職を解任する」といった通告を出していた。
山下 - 豊原功補
中日の選手。背番号は4。ポジションは二塁手。
チームの選手の中ではブロークンながら英語ができる方で、ジャックにしばしば声を掛ける。
優勝決定試合では、ジャックとマックスをランナーに置いて3ラン本塁打を放ち、一気に1点差に詰め寄る活躍を見せた。
向井 - 藤原稔三
中日の選手。背番号は2。ポジションは三塁手でキャプテン。
ジャックによく「ムカオ」「ムーキー」と名前を間違えられる。
五十嵐 - マック高野
中日の選手。背番号は12。ポジションは左翼手。
怠慢な守備をジャックによく窘められる。
黒沢 - 森永健司
中日の選手。背番号は28。ポジションは遊撃手。
八木 - 問田憲輔
中日の選手。背番号は37。ポジションは中堅手。
西川 - 藤井直貴（稲宮誠）
中日の選手。背番号は22。ポジションは捕手。
糸井 - 後藤祝秀
中日の選手。背番号は11。ポジションは投手。
先発投手で当初は打ち込まれると交代を命じられていた。演じている後藤はかつて中日に投手として所属していた。
大前 - 西村譲
中日の選手。背番号は44。
内田 - 水島新太郎
中日の選手。背番号は26。
坪井 - 神保悟志
中日の選手。背番号は36。
上本 - 苅谷信行
中日の選手。背番号は42。
堀コーチ - 大木正司
中日のヘッドコーチ。背番号は81。
ライアン・ワード - スコット・プランク
大洋の助っ人外国人選手。背番号は37。ポジションは遊撃手。登録名は「ワード」。
走塁時にスパイク攻撃を仕掛けるのが得意らしい。
二塁打を打ったジャックと会話をするシーンがある。
ライル・マッシー - レオン・リー
大洋の助っ人外国人選手。背番号は4。ポジションは右翼手。登録名は「マッシー」。
演じているレオンははかつて大洋に内野手として所属していた。
ビリー・スティーブンス - チャールズ・ジョセフ・フィック
巨人の助っ人外国人選手。背番号は41。ポジションは一塁手。登録名は「スティーブンス」。
演じているフィックは兄にMLB選手のロバート・フィック、息子にC・J・フィックを持ち、野球を題材にしたドラマや映画に出演していた俳優。
ジャックとポジションが同じ為、攻守の随所で度々会話するシーンがある。
アラン・ネヴィン - アニマル・レスリー
巨人の助っ人外国人選手。背番号は46。ポジションは左翼手。登録名は「ネヴィン」。
演じているアニマルはかつて阪急に投手として所属していた。
優勝決定試合では一時4点差に広げる本塁打を放つが、その裏の回で乱闘となった際に中日の選手達をボディスラムで投げ飛ばすなど大暴れし、退場になった。
リッキー・デイビス - フランク・トーマス
ヤンキースのルーキー。背番号は68。
演じているトーマスは当時はシカゴ・ホワイトソックスの有望な駆け出しの選手であり、後にホワイトソックスのスター選手となる。
彼の出現によって、ジャックは中日にトレードされた。
ジェンキンス - トッド・A・プロバンス
タイガースの若手選手。背番号は19。
演じているプロバンスはかつてトロント・ブルージェイズでプレーしていたが、マイナーリーグから昇格することはできなかった経験を持つ元野球選手。
タイガースに所属したジャックから打撃の助言を受ける。
佐藤 - 鈴木林蔵
中日の球団幹部。
高橋 - 楠見彰太郎
中日の選手。
ヒロ子の祖父 - 浜村純
ヒロ子の祖母 - 万代峰子
ヒロ子のアシスタント - 藤田朋子
審判 - 桜金造、掛田誠、中島正吾
CMディレクター - 高野光
スポーツ番組出演者 - 久野誠、鷲塚美知代
中部日本放送（現：CBCテレビ）のスポーツ番組『サンデードラゴンズ』MC。
ジャックと西村が番組に出演し、スタジオでインタビューに答える姿がテレビで放送された。

### 米国側関係者
ティム・マッカーバー
野球解説者。本人役。
シーン・マックドノー
スポーツキャスター。本人役。
スキップ - アート・ラフルー
トレイ - グレッグ・グースセン
ドク - ニコラス・カスコン
ジャックの代理人。
ハウイー・ゴールド - ラリー・ペネル
デュアン - マイケル・マグレイディ
リック - マイケル・パパジョン

### 元プロ野球選手
本作では後藤、レオン、アニマルの他にもライバルチームを中心に数多くの元NPB選手がキャストとして参加していた。
八代 - 盛田嘉哉
中日のコーチ。背番号は70。
演じている盛田はかつて中日に外野手として所属していた。
安達 - 星野秀孝
中日のコーチ。背番号は87。
演じている星野はかつて中日に投手として所属していた。
並木 - 右田一彦
中日の投手。背番号は30。
演じている右田はかつて大洋に投手として所属していた。
安西 - 鳥坂九十九
中日の選手。背番号は48。
演じている鳥坂はかつて近鉄に投手として所属していた。
宗方 - 増本宏
巨人の投手。背番号は33。
ジャックに死球を与えて乱闘騒ぎになる。演じている増本はかつて大洋に投手として所属していた。
横内 - 武藤一邦
巨人の捕手。背番号は43。
演じている武藤はかつてロッテに外野手として所属していた。
二見 - 庄司智久
巨人の二塁手。背番号は45。
演じている庄司はかつて巨人に外野手として所属していた。
木内 - 久保文雄
大洋の投手。背番号は34。
演じている久保はかつて大洋に投手として所属していた。
佐山 - 伊藤泰憲
大洋の捕手。
演じている伊藤はかつて中日に内野手として所属していた。
打席に立つジャックに「メジャーリーガーめ」と呟く。
中野 - 深沢恵雄
広島東洋カープの投手。背番号は10。
演じている深沢はかつてロッテに投手として所属していた。
岡崎市民球場での試合でジャックを三振に討ち取る。
猪俣 - 仲根正広
広島の投手。背番号は11。
演じている仲根はかつて近鉄に投手、外野手として所属していた。
岡崎市民球場での試合でジャックに死球を当ててしまい、乱闘の引き金になる。
役名不明 - 三浦真一郎
主審役。かつてセ・リーグ審判員であった。
その他 - 安西健二（元巨人）、大隅正人（元阪急）、奥田和男（元中日）ほか。

## 撮影場所
当初、オリックス・ブレーブスを舞台に神戸総合運動公園野球場で撮影予定だったが、撮影中に球団名が「オリックス・ブルーウェーブ」（当時）へ変わったことで、舞台も中日に変更となった。
中日が当時本拠地として使用していたナゴヤ球場を中心に、各セ・リーグ球場でも撮影され、ナゴヤ球場での撮影ではのべ10万人以上もの名古屋市民がエキストラとして参加した。東の方角に東山スカイタワーを遠望できる主人公の高層アパート（覚王山地域）や三河湾を望む茶畑など、名古屋市内・愛知県内の各所、名古屋空港旅客ターミナル、さらに名古屋鉄道の車内を使ってもロケが行われた。ユニフォーム・ウィンドブレーカー・スパイク・帽子に関しては、中日で実際に使用しているモデルと同一のものを着用。
作中での中日は阪神タイガースを除くセントラル・リーグ各球団と対戦する描写がある。映画内で対戦した広島東洋カープも実使用のユニフォームを着用していた。また、劇中では横浜大洋ホエールズとの対戦描写もあるが、1992年11月に翌シーズンから「横浜ベイスターズ」へチーム名を変更することが発表されたため、日本公開時の1993年2月には既に名称変更後であった。
また、中部日本放送（CBC）など中日系メディアも撮影に全面協力し、映画ではジャックが『サンデードラゴンズ』や『中日スポーツ』内で特集されるなど随所に登場している。映画内のバックスクリーンのスコアボードは手回し式であったが、日本公開時には既に電光掲示板化されていた。

## スタッフ
- 監督 - フレッド・スケピシ
- 製作 - フレッド・スケピシ、ダグ・クレイボーン、ロバート・ニューマイヤー（英語版）
- 製作総指揮 - ジョン・カオ、ジェフリー・シルヴァー、近藤晋
- 脚本 - ゲイリー・ロス、ケヴィン・ウェイド（英語版）、モンテ・メリック（英語版）
- 音楽 - ジェリー・ゴールドスミス
- 日本側美術監督 - 中澤克巳
- 日本側助監督 - 國重和人、杉山泰一
- 日本側現像 - 東京現像所
- 協力 - 中部日本放送、セントラル・リーグ、中日ドラゴンズ、中日新聞社、阪神タイガース、広島東洋カープ、横浜大洋ホエールズ、ヤクルトスワローズ、読売ジャイアンツ、甲子園球場、広島市民球場、明治神宮野球場、ナゴヤ球場、岡崎市民球場、横浜スタジアム、名古屋市、岡崎市、東京ドーム、トヨタ自動車、ミズノ、ナイキ、日本コカ・コーラ、講談社、名古屋鉄道　ほか
- 制作協力 - 電通、総合ビジョン

## 作品の評価
Rotten Tomatoesによれば、17件の評論のうち高評価は12%にあたる2件で、平均点は10点満点中4.3点となっている。

## 『ミスター・ベースボール』とナゴヤ球場のELLIOT
2011年より、『ミスター・ベースボール』の主人公、ジャック・エリオットの手作りユニフォームを着たアメリカ出身のファンが中日新聞、東海テレビの『ドラHOTプラス』、スターキャットの『燃えドラ!スタジアム』など地元メディアで注目を浴びている。映画の撮影場となり、現在は二軍の本拠地となっているナゴヤ球場を本拠地として中日ドラゴンズの二軍公式戦でオリジナル応援歌や球種配分データーの提供などを織り交ぜて独特な応援を行う。